# Gunilla Lindberg
Gunilla Lindberg (née le 6 mai 1947 à Upplands Väsby) est une dirigeante sportive suédoise, membre du Comité international olympique depuis 1996.
Lindberg est secrétaire générale de l'ANOC.